# تست مولیش
تست مولیش به تمامی کربوهیدرات‌ها پاسخ می‌دهد؛ لذا به عنوان تست عمومی شناسایی همه کربوهیدرات‌ها استفاده می‌شود.

تمامی کربوهیدرات‌ها در حضور اسید غلیظ آب از دست می‌دهند و تبدیل به هیدروکسی متیل فورفورال و فورفورال می‌شوند. کربوهیدرات‌ها در مجاورت آلفانفتول رسوب قرمز مایل به بنفش می‌دهد؛ که این حلقهٔ بنفش، نشان‌دهنده وجود کربوهیدرات است.